# Битва при Акроиноне
Битва при Акроиноне — одно из сражений арабо-византийских войн, которое произошло в 740 году неподалёку от современного турецкого города Афьонкарахисар между войсками Византийской империи и Омейядского халифата.
До этого времени арабы провели ряд регулярных рейдов в византийскую Анатолию и в 740 году их поход был крупнейшим за последние десятилетия. Арабская армия состояла из трёх отдельных подразделений. Одна часть, численностью в 20 000 воинов под командованием Абдаллы аль-Баталла и Абда аль-Малика ибн Суйаба, столкнулась при Акроиноне с византийцами под командованием императора Льва III Исавра и его сына, будущего императора Константина V Копронима. Битва окончилась решительной победой византийцев. В сочетании с проблемами халифата Омейядов на других фронтах и внутренней нестабильностью эта победа положила конец крупным арабским вторжениям в Анатолию.

## Предыстория
С началом арабских завоеваний Византийская империя, как самое крупное, богатое и сильное в военном отношении государство, граничащее с халифатом, стало для него главным врагом. После катастрофической битвы при Себастополисе, византийцы переходят к оборонительной стратегии, в то время как мусульманские армии регулярно делали набеги на византийскую Анатолию. После неудачной осады Константинополя в 717—718 годах, Омейяды на время прекращают набеги. Однако с 720/721 года они возобновляют свои походы по обычной схеме: каждое лето одна или две кампании, иногда сопровождавшихся морскими нападениями на византийское побережье. Эти походы не были нацелены на завоевание областей, а представляли собой крупномасштабные набеги, грабежи сельской местности и редкие атаки на крепости и крупные населённые пункты. Набеги в описываемый период были в значительной степени ограничены Центральной Анатолией (в основном её восточной частью, Каппадокией), и лишь в редких случаях достигали периферии.
В правление агрессивного халифа Хишама ибн Абдул-Малика эти рейды стали иметь все большее значение для халифата и возглавлялись способными военачальниками, в том числе такими представителями династии Омейядов, как Маслама ибн Абдул-Малик или сыновья Хишама Муавия, Маслама и Сулейман. Однако постепенно успехи мусульман сходили на нет, поскольку основные их ресурсы были направлены на конфликт с хазарами. Набеги продолжались, но арабские и византийские летописцы упоминают всё меньше успешных захватов крепостей или городов. Тем не менее, после крупной победы над хазарами в 737 году, которая избавила их от напряжённости на Кавказе, арабы направили все свои силы против Византии. В 738 и 739 году Маслама ибн Хишам достиг ряд успехов, захватив крупный город Анкиру. В 740 году Хишам собрал самую большую армию за все время своего правления, отдав её под руководство своего сына Сулеймана.

## Битва
Согласно «Хронике» Феофана Исповедника силы Омейядов составляли 90 тысяч человек: 10 тысяч легко вооружённых под командованием аль-Язида ибн Гамра были отправлены в набег на западном побережье, 20 тысяч под командованием Абдаллы аль-Баттала и аль-Малика ибн Суйаба направились к Акроинону, в то время как основные силы, насчитывавшие около 60 тысяч воинов (это число, вероятно, является завышенным), возглавляемые самим Сулейманом ибн Хишамом, отправилось в поход на Каппадокию.
Император Лев III Исавр столкнулся с войсками аль-Баттала и аль-Малика у Акроинона. Подробности сражения не известны, но император одержал убедительную победу: оба арабских военачальника погибли в сражении, а также потеряли большую часть своей армии. Около 6 800 солдат, однако, сумели провести организованное отступление к Синнаде, где они присоединились к Сулейману. 
Две другие армии опустошили местность, не встретив сопротивления, но не сумели захватить никаких городов и крепостей. Кроме того, из-за отсутствия продовольствия арабская армия серьёзно пострадала от голода, прежде чем вернулась в Сирию. Арабский христианский историк X века Агапий из Иераполиса также сообщает, что византийцы захватили в плен 20 тысяч арабов.

## Итоги и последствия
Итоги сражения при Акроиноне были крупным успехом византийцев, поскольку это была первая крупномасштабная победа над арабами. Победа также помогла укрепить авторитет политики иконоборчества, которую Лев III начал проводить несколько лет тому назад, поскольку являлась доказательством божественного благоволения к византийцам несмотря на борьбу с иконами. Кроме того, этот успех дал возможность византийцам перейти в наступление — в 741 году они атаковали крупнейшую арабскую крепость Мелитену. В 742 и 743 годах Омейяды использовали гражданскую войну между Константином V и Артаваздом, совершив рейд в Анатолию, который остался для них безнаказанным, но арабские источники не сообщают о каких-либо серьёзных достижениях.
Поражение арабов при Акроиноне традиционно рассматривается как «решающее» сражение и «поворотный момент» в арабо-византийских войнах, которое вызвало ослабление арабского давления на Византию. Другие историки, однако, начиная с сирийского учёного Э. В. Брукса и более поздние, такие как Вальтер Кэги и Ральф-Йоханнс Лили, оспорили эту точку зрения, связывая уменьшение арабской угрозы после Акроинона с тем, что оно совпало с другим тяжёлыми военными действиями в отдалённых провинций халифата, который исчерпал свои военные ресурсы, а также с внутренними беспорядками из-за гражданской войны и Аббасидской революции. В результате арабские нападения на Византию в 740-х годах были довольно неэффективными и вскоре прекратились полностью. Действительно, император Константин V смог воспользоваться распадом халифата Омейядов, чтобы начать серию походов в Сирии и обеспечить византийское превосходство на восточной границе, которое продолжалось до 770-х годов.
В мусульманском мире память о разгромленном арабском полководце, Абдалле аль-Баттале была сохранена в лице героя арабской и турецкой эпической поэзии Саида Баттала Гази.